# 樋口和貞
樋口 和貞（ひぐち かずさだ、1988年10月24日 - ）は、日本の男性プロレスラー、元大相撲力士。DDTプロレスリング所属。北海道紋別市出身。血液型A型。

## 経歴
北海道紋別北高等学校では柔道部の主将を務める。高校の全道大会にて個人・団体とも3位入賞したところ、8代八角（元横綱・北勝海）にスカウトされ角界入り。一方、大相撲引退後の報道によると、元々プロレスラーになるための下積みとして一旦大相撲に入門したという。
2007年
- 3月、大相撲の八角部屋の力士として初土俵[1][3]。

2009年
- 漫画「ああ播磨灘」の登場キャラクターにちなみ[1]、四股名を本名から「北道山 和貞」に改名[3]。

2014年
- 1月場所を全休場の後、力士を引退[3]。その後、DDTの練習生となる。
- DDTが新たに立ち上げるプロジェクト「DDT NEW ATTITUDE」(DNA)の旗揚げメンバーとしてデビューすることになり、11月28日、北沢タウンホールで行われた旗揚げ戦での梅田公太戦に勝利。更にメインで行われたタッグマッチでも、先輩の勝俣瞬馬から轟天で直接勝利。

2015年
- 1月12日、DDT大阪大会の第0試合で中津良太とシングルマッチ。10分ドロー決着となるも白熱の試合となり、第0試合ながら高木三四郎の推薦でサムライTVでの同大会の中継にて放送されることとなる。
- 2月5日、DNA北沢タウンホール大会にて中津とのシングルリマッチ。21分を超える試合となり、轟天で勝利を収める。
- 4月29日、試合が組まれていなかった伊橋剛太に指名されキング・オブ・ダーク王座の挑戦者となる。これがデビュー後初のタイトル挑戦だった。GMは試合を終えたばかりだからと樋口との防衛戦は拒否したが「兄弟子の言うことは絶対なので」と樋口は挑戦することを承認。試合が始まるとビッグブーツと一度はバランスを崩し失敗したがカナディアンバックブリーカーと轟天からの雲竜型体固めで52秒であっさりと伊橋から直接勝利した。
- 5月24日、札幌大会でいつでもどこでも挑戦権を行使してHARASHIMAの持つKO-D無差別級王座に挑戦も敗北。デビュー以来初の直接の負けとなった。
- 6月6日より開催された「KING OF DDTトーナメント2015」にて、初戦で松永智充、2回戦で入江茂弘を破りベスト4まで駒を進めるも、準決勝での坂口征夫のコブラクラッチで絞め落とされ敗退。

2016年
- 10月、DNAのシングルマッチリーグ戦「DNA-Grand Prix」に参加。決勝まで残ったが、マイク・ベイリーに敗れ準優勝。優勝者に送られた副賞「ニューヨークへの片道航空券」をベイリーから譲渡される。

2017年
- 5月10日、DNA初の後楽園ホール大会にてベイリーとのリマッチに勝利。高木三四郎大社長よりDNA卒業及びDDT所属となることを言い渡されるも、7月4日のDNA後楽園までDNA所属を希望し卒業試合を組ませてもらうことになった[4]。

5月21日、入江とのタッグで竹下幸之介＆彰人組を破り KO-Dタッグ王座 を獲得。自身初のベルト戴冠となった。
2019年
- 4月、蜂窩織炎にて４/11新木場、4/13米子、4/14大淀大会を欠場。
- 9月の試合で右膝靭帯を負傷して年末までの欠場を余儀なくされた。これを機に、トレーニングやそれまで1食6合食べていた米を1合に減らすなどの食生活の改善により肉体改造を図った。結果、筋力はアップし、元々、自信のあったスタミナが倍増した[2]。
- 12月28日DDT後楽園ホール大会にてブル・ジェームス＆納谷幸男組に対し坂口征夫とタッグで復帰戦。

2020年
- 10月25日、坂口とのタッグでKO-Dタッグ王座を戴冠。
- 12月6日、D王 GRAND PRIX2021公式戦で秋山準を僅か4分3秒で破る大金星を挙げた[5]。

2022年
- 7月3日、KING OF DDTトーナメント優勝とともにKO-D無差別級王座を初戴冠。（第79代王者）
- 7月24日、吉村直巳とのタッグ（ハリマオ）でKO-Dタッグ王座を戴冠。（第75代王者）

## 得意技

### フィニッシュ・ホールド
轟天（ごうてん）
カナディアン・バックブリーカーの体勢で担いだ相手の体を空中で持ち替え、高い位置からのど輪落としで相手をマットに叩きつける。初公開は2014年11月28日の宮武俊＆勝俣瞬馬戦。当初は正式な技名は付けてなかったため、「カナディアン式のど輪落とし（仮）」となっていた。自身の得意技とバックボーンを併せ持ったオリジナル技で、お客さんに一目見て凄さや迫力、痛さが伝わるような技はなにかを考えた時に開発し、「プロレスを始めて間もない頃からすでにイメージが出来上がっていた」と樋口本人が語っている。技名は自身が大好きな特撮映画「海底軍艦」に登場する轟天号に由来。
カナディアン・バックブリーカー
学生時代、プロレスごっこに興じていた際によく相手に繰り出していた得意技で、プロレスラーとしてデビューを飾った試合における決まり手にもなっている。
拷問式カナディアン・バックブリーカー
カナディアン・バックブリーカーの体勢から、首と片足を取り締め上げる。かつての名称は変型カナディアン・バックブリーカー。
ドクターボム
abemaTVによる実況では「ハイアングル・ドクターボム」と呼称される。
ブレーンクロースラム

### 投げ技
ブレーンバスター
雪崩式ブレーンバスター
バックドロップ
ジャーマンスープレックス
シットダウンノド輪落とし
雪崩式でも使用される
オクラホマスタンピード

### 打撃技
エルボー
エルボー・スタンプ
バックエルボー
逆水平チョップ
チョップ・スマッシュ
張り手
顔面へ大きく振りかぶって見舞う。左右の腕で交互に数発連発し、続けてラリアットを敢行するパターンもある。
突っ張り
相撲の経験を生かした強烈さが持ち味。ビンタ気味に繰り出すタイプでは一撃でグロッキー状態にすることも珍しくない。
クローズライン
ぶちかまし
正面から頭部、または肩口から相手に突っ込む。樋口の場合、さらに両手で相手を押し出すことで思い切り吹き飛ばす。

### 関節技、絞め技
アルゼンチンバックブリーカー
ブレーンクロー
拷問式フェースロック

### フォール技
ジャパニーズレッグロールクラッチ

### 飛び技
ダイビング・ボディプレス

## タイトル歴
DDTプロレスリング
- KO-D無差別級王座 : 2回（第79、85代）
- KO-Dタッグ王座
  - 第61代（パートナーは入江茂弘）
  - 第63代（パートナーは関本大介）
  - 第68代（パートナーは坂口征夫）
  - 第75代（パートナーは吉村直巳）
- KO-D6人タッグ王座
  - 第24代（パートナーは勝俣瞬馬&岩崎孝樹）
  - 第28代（パートナーは岩崎孝樹&渡瀬瑞基）
  - 第41代（パートナーは坂口征夫&赤井沙希）
  - 第51代（パートナーは中津良太&石田有輝）
- KING OF DDTトーナメント
  - 2022年、2025年優勝

プロレスリングBASARA
- IRON FIST TAG王座
  - 第11代（パートナーは中津良太）
- IRON FIST TAG TOURNAMENT
  - 2023年優勝（パートナーは中津良太）

日本インディー大賞
- ニューカマー賞（2015年）
- MVP（2022年）

年越しプロレス
- 年忘れ!五団体シャッフル・タッグトーナメント
  - 2016年優勝（パートナーは宇藤純久）

## 人物・エピソード
- 力士時代の生涯戦歴は140勝128敗12休、最高位は幕下45枚目[3]。
- 先輩レスラーのことを兄弟子と呼んでいる。
- 過去に1日5試合もプロレスの試合をこなしたことがあり、ダブルヘッダーは朝飯前[2]。
- 2024年、吉本興業の奈良岡にこと結婚[7]。

## 入場曲
- 『ゴジラvsメカゴジラ』 メインタイトル/ 伊福部昭
- 若獣の咆哮～樋口和貞メインテーマ～（現在使用中、オリジナル）

## メディア出演

### 舞台
- 2.5次元プロレス『夢幻大戦』（2017年11月27日、新宿FACE） - ザ・グレート・ベンケー 役

### 映画
- LOVEHOTELに於ける情事とPLANの涯て（2019年、監督：宅間孝行）

### テレビドラマ
- アバランチ　第1話 (2021年10月18日、フジテレビ）- 宝彰会組長役
- 時効警察はじめました 第6話（2019年11月22日、テレビ朝日）‐ 気合プロレスのヒールレスラー 役[8]

### CM
- ザ★ハンバーグ「家で食えたらいいよなぁ〜篇」「たまらんぞ篇」（2021年10月、味の素冷凍食品）[9]